# Idrija
Idrija (IPA: [ˈiːdrija], olaszul Idria IPA: [ˈidrija], németül Hidria IPA: [ˈhɪdʁɪa]) városka, és Idrija község központja Szlovéniában.

## Fekvése
A város Ljubljanától 35 km-re nyugatra, Tolmin-tól pedig 30 km-re délkeletre az Idrija folyó mellett. Lakosainak száma 11,990 (2002).

## Története
A város története egybefonódik a higanybányászattal.
A legenda szerint, 1490 körül egy paraszt vizet meregetett a folyóból, mikor különösen csillogó dologra lett figyelmes a kövek között. Ez volt a higany ami a város 500 éves jólétét megalapozta. Nagyon hamar megkezdődött a higanyérc, a cinóber (HgS) bányászata a földből. Az évszázadok során mind mélyebbre vájták a tárnákat, így a legmélyebb kb. 400 méteren volt, a világ higanyszükségletének mintegy nyolcadát ez a bánya biztosította. Az osztrák császári kamarilla 1575-ben helyezte fennhatósága alá a várost és a bányát is, és ez így volt az Osztrák–Magyar Monarchia felbomlásáig, 1918-ig.
Az első világháború után Olaszország szerzi meg, a második világháború után Jugoszlávia az új gazda. 1991-ben a független Szlovénia része.
A higanybánya az 1980-as években bezárta kapuit, mára 95%-ban betömedékelésre került, de a maradék 5% 2012-ben az UNESCO kulturális világörökségi védelem alá eső objektum lett, élménybányaként jelentős része bejárható.

## Érdekességek
A város további nevezetességei az idrijai csipke és az idrijski žlikrofi.
Mikor az 1848-ban kitört kaliforniai aranyláz idején két higanylelőhelyet is felfedeztek, az egyiken kiépült bányának a New Idria nevet adták.